# Laurent Pidoux
Laurent Pidoux (...) è un pilota motociclistico francese ritiratosi dall'attività agonistica.

## Carriera
Pidoux fu il primo campione nazionale di supermoto della storia, vincendo nel 1988 il Campionato Francese. Si distinse nello stesso campionato anche negli anni seguenti, oltre che nelle competizioni di Superbikers.

## Palmarès
- 1988: Campione Francese Supermoto (su Husqvarna)
- 1988: Vincitore Superbikers di Mettet
- 1990: 2º posto Superbikers di Mettet
- 1991: 2º posto Superbikers di Mettet
- 1992: 2º posto Superbikers di Mettet
- 1999: 29º posto Campionato Francese Supermoto classe 400cc (su Husqvarna)
- 1999: 7º posto Campionato Francese Supermoto classe Prestige (su Husqvarna)
- 1999: 25º posto Campionato Europeo Supermoto (su Husqvarna)
- 2000: 7º posto Campionato Francese Supermoto classe Prestige (su VOR)
- 2000: 13º posto Campionato Europeo Supermoto (su VOR)